# Onthophagus bicavifrons
Onthophagus bicavifrons là một loài bọ cánh cứng trong họ Bọ hung (Scarabaeidae).